# Athyr
Dans l'Égypte antique, Athyr ou Hathyr, du nom de la déesse Hathor, est le troisième mois du calendrier nilotique (basé sur la crue du Nil). Ce mois correspond à septembre-octobre.